# Karen Souza
Karen Souza es una cantante argentina de jazz. Empezó su carrera bajo varios seudónimos, colaboró con diversos productores de música electrónica, formó parte de numerosos éxitos de música house, incluidos en discos de la talla de Pachá Ibiza, FTV (FashionTV), Paris Dernier, Hotel Costes y Privé, entre otros.
Comenzó a coquetear con el jazz cuando la invitaron a participar en el primer disco de la saga “Jazz and 80s” realizada por su sello Músic Brokers, de versiones de clásicos del pop como Creep, versión original producida por Radiohead, así como Do You Really Want to Hurt Me, de Culture Club, y Personal Jesus, de Depeche Mode.
A continuación grabó en las compilaciones “Jazz and 70s”, “Jazz and 80s” (Parte II y III) y “Jazz and 90s” que agruparon grandes canciones pop de aquellas épocas en formato jazz. Essentials, su primer disco, agrupa las mejores interpretaciones de Karen en los álbumes mencionados, y salió a la venta en marzo del 2011, destacándolo ITunes como “New and Notably” en su portal.
De inmediato Karen empezó a trabajar en la composición de un álbum propio en Los Ángeles junto a Pam Oland, y se unió al productor estadounidense Joel McNeely, célebre por su trabajo con artistas inmortales como Tony Bennett, Peggy Lee, Al Green o Jaco Pastorious. El resultado fue el álbum Hotel Souza. En octubre de ese año, Karen realizó espectáculos en el Blue Note Café de Tokio con gran éxito y sus discos fueron editados en Japón por JVC Victor. Recorrió Latinoamérica, con shows en Venezuela, Brasil, Argentina y Chile, así como México, donde tiene un muy fuerte club de fans y ha realizado giras.

En 2015 comenzó con una gira de seis shows por Japón y continuó con presentaciones en República Dominicana y México.
También visitó España donde fue a presentar la versión doble de su disco Essentials.

## Discografía
- Essentials (2011)
- Hotel Souza (2012)
- Essentials II (2014)
- Velvet Vault (2018)
- Language of Love (2020)